# Sarreguemines
Sarreguemines (fràncic lorenès, Saargemìnn, alemany Saargemünd) ciutat del departament del Mosel·la, a la regió del Gran Est (estat francès).